# Kombinatorická exploze
Kombinatorická exploze je v matematice neformální označení jevu, kdy složitost daného problému silně vzrůstá spolu s tím, jak se vzhledem k rostoucímu vstupu velice rychle rozšiřuje kombinatorické jádro problému, typicky počet kombinací, které by mohly být řešením.

## Příklady

### Počet latinských čtverců
Latinský čtverec je čtvercová síť {\displaystyle n\times n}, do které jsou vepsána přirozená čísla od 1 do {\displaystyle n} takovým způsobem, že každé číslo je v každém řádku i sloupci právě jednou. Počet různých latinských čtverců pro rostoucí {\displaystyle n} roste velice rychle:
| n  | Počet latinských čtverců velikosti n                            |
| -- | --------------------------------------------------------------- |
| 1  | 1                                                               |
| 2  | 2                                                               |
| 3  | 12                                                              |
| 4  | 576                                                             |
| 5  | 161 280                                                         |
| 6  | 812 851 200                                                     |
| 7  | 61 479 419 904 000                                              |
| 8  | 108 776 032 459 082 956 800                                     |
| 9  | 5 524 751 496 156 892 842 531 225 600                           |
| 10 | 9 982 437 658 213 039 871 725 064 756 920 320 000               |
| 11 | 776 966 836 171 770 144 107 444 346 734 230 682 311 065 600 000 |

## Šachy
Šachy nejsou vyřešená hra, tedy není známá optimální strategie ani pro jednoho hráče, která by zaručeně vedla k vítězství. Problémem je právě velikost stavového prostoru. V roce 2005 se povedlo dopočítat všechny koncovky s nejvýše šesti kameny, dalších deset let trvalo, než se podařilo dopočítat všechny koncovky s nejvýše sedmi kameny a výsledná databáze má velikost 140 terabajtů.